# Санта Маргерита ди Беличе
Санта Маргерѝта ди Бѐличе (на италиански: Santa Margherita di Belice; на сицилиански: Santa Margarita, Санта Маргарита) е градче и община в Южна Италия, провинция Агридженто, автономен регион и остров Сицилия. Разположено е на 400 m надморска височина. Населението на общината е 6647 души (към 2010 г.).